# Trachyntis argocentra
Trachyntis argocentra är en fjärilsart som beskrevs av Oswald Beltram Lower 1901. Trachyntis argocentra ingår i släktet Trachyntis och familjen praktmalar, Oecophoridae. Inga underarter finns listade i Catalogue of Life.